# Vräkare
Vräkare (eller vrakare, av medeltidstyskans wraken, att "syna varor", att "avskilja såsom odugligt") var i Sverige en av kronan tillsatt tjänsteman, som fungerade som kommunal besiktningsman och hade till uppgift att kontrollera beskaffenheten hos och mängden av, samt kvalitetsgruppera (och prissätta), så kallade stapelvaror, som inkom för omlastning till en stad, eller skulle exporteras. Sådana varor kunde vara järn, tjära, sill och annan fisk, timmer, virke, silver, bröd, koppar, hampa, drycker, lin och guld.

## Historia
Vräkningen förekom redan under 1400-talet, var förenad med stämplingsskyldighet, och syftade till att skapa standardkvaliteter och -kvantiteter, som bättre skulle kunna användas på den internationella marknaden. Vid slutet av medeltiden var vräkning obligatorisk i städer med sjöfart till utlandet. Vräkare var edsvurna, och vräkarna hade rätt att konfiskera felaktiga, dvs. vrakade/vräkta, varor, och kräva böter med anledning av felaktigheter. Varor märktes ("cirklades") av vräkarna med stadens märke, och olika märkning skedde beroende på varans kvalitet. Den avgift som skulle betalas till stadens vräkare, för verkställd vräkning, kallades vräkarpenningar. Ungefärliga synonymer till vräkare har sagts vara avskrädare, politie gubbe, kontrollör och uppsyningsman. Vräkarna i Stockholm antecknades i stadens ämbetsbok.

### Järnvräkarinstitutionen
Beträffande den ytliga kontroll som företogs avseende järn kan sägas att den tidigare företogs av Bergslagens fogde, men genom ett beslut av riksdagen i Norrköping 1604 flyttades verksamheten till städerna, och därmed till vräkare. Vräkningen skedde på särskilda upplagsplatser, kallade järnvågar, där järnet även räknades. Vräkarna skulle väga och kontrollera att järnet var rätt stämplat, och kassera och sortera bort järn som var belagt med exportförbud eftersom det var underhaltigt eller eljest undermåligt. De mängder som av vräkarna beslagtogs var minimala. Vräkt järn tillföll kronan och brukades som ballast. Järnvräkarinstitutionen upphävdes 1855.

### Offentliga sillvrakare

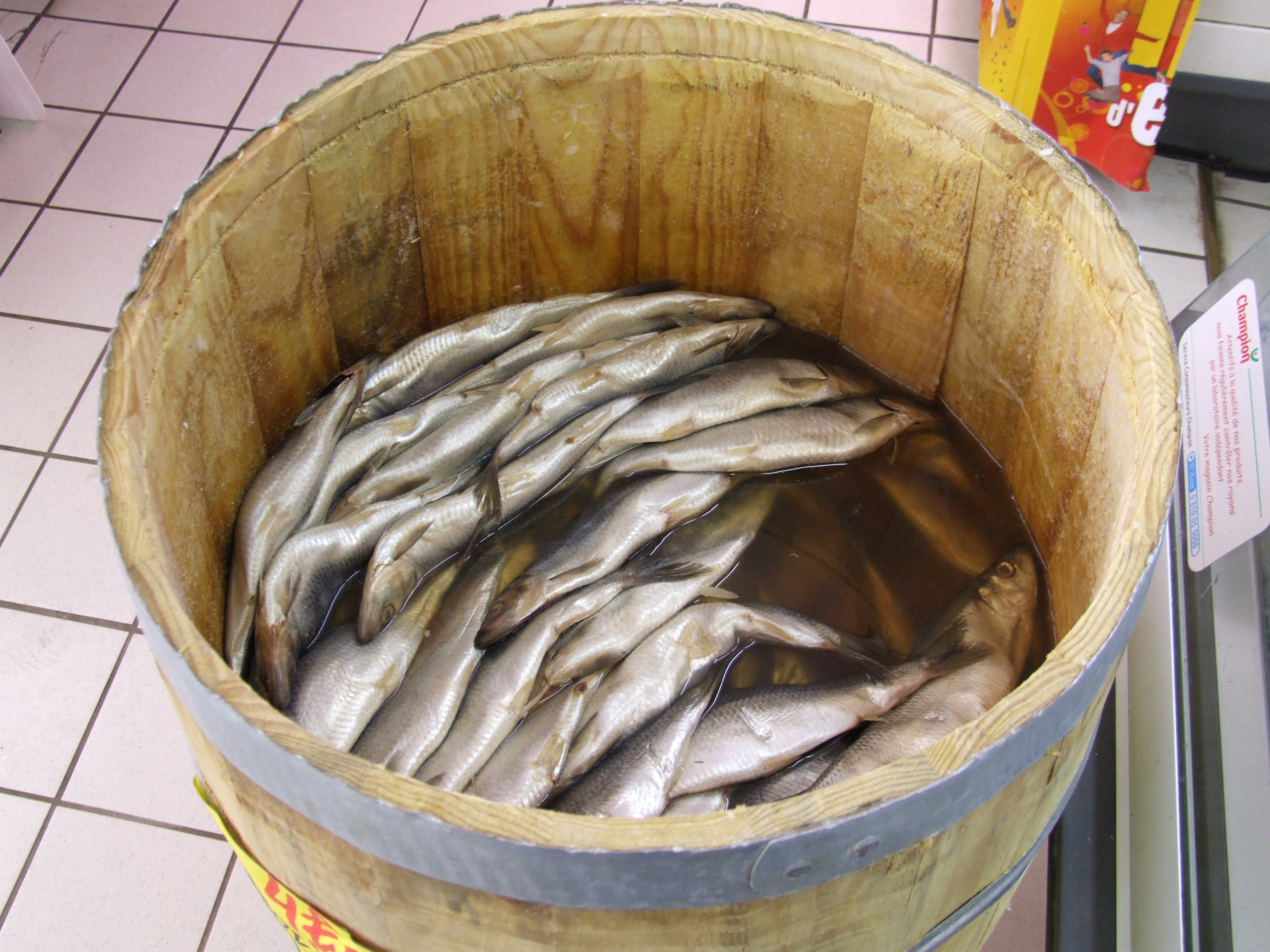
Sill i tunna, något som fordom sysselsatte sillvrakare

Vräkning av sill förekom i svensk fiskelagstiftning från 1666, men 1774 kom den endast att omfatta sill som fångats "efter holländska sättet". Sill som förkastats vid offentlig granskning kallades vraksill, medan vrakad/vräkt sill avser sill som blivit offentligt granskad och bestämd till sort och beskaffenhet. I Holland försiggick även sillvrakning, men den avskaffades 1878. Sillvrakning företogs även i Skottland, där den vann stort förtroende på marknaden, och enligt Nordisk Familjebok (1917) utrotade denna "all icke yrkesmässig sillsaltning i Skottland". Offentliga sillvrakare var även tillsatta i Norge.
- Wikisource har originalverk som rör rensning, insaltning, vrakning och packning av sill.

### Tjärvräkarna
Tjära var en annan vara som vräktes. Hur mycket tjära en tunna innehöll, skulle tjärvräkarna kontrollera. Vid behov blandade de om tjäran, för att få så jämn och hög kvalitet på den som möjligt. Vräkarna kontrollerade att tunnorna var välfyllda och att vatten inte hade frigjort sig från tjäran. Vräkningen skedde på speciella platser, kallade tjärhov.

## Nutidens vräkare
Än idag förekommer vräkare, i ett ännu inte upphävt, men kanhända obsolet, stadgande i första kapitlet, tionde paragrafen, handelsbalken, vilken lyder: De varor, som av stadens vräkare böra skådas och prövas, må köparen ej taga till sig, förr än det skett är; eller böte köparen och säljaren, vardera tio daler. Paragrafen är formellt gällande såväl i Sverige som i Finland. Aleksander Peczenik hävdar i sin bok On Law and Reason (1989) att några stadens vräkare ej längre existerar.
Förvaltningsrätten i Karlstad bedömde den 11 maj 2010 (mål nr 1603-10 E) ett kommunalt beslut att avslå en persons ansökan om förordnande som stadens vräkare. Domstolen anförde: "Även om bestämmelsen i 1 kap. 10 § handelsbalken om stadens vräkare inte är upphävd kan konstateras att det inte längre är påkallat att förordna sådana uppdragstagare, då kontroll och prövning av varor numera sker med stöd av senare tillkomna bestämmelser i den utsträckning lagstiftaren valt att reglera detta område. Bestämmelsen har således upphört att tillämpas och kommunens nu överklagade beslut har därmed inte sådana rättsverkningar att det enligt allmänna förvaltningsrättsliga principer kan överklagas." Rätten fann dock även att behandlingen av ansökan "om förordnande som stadens vräkare får anses utgöra en sådan kommunens myndighetsutövning som innebär att rätt i och för sig skulle kunna finnas till prövning i form av förvaltningsbesvär".